# Estados Unidos en los Juegos Olímpicos de Garmisch-Partenkirchen 1936
Estados Unidos estuvo representado en los Juegos Olímpicos de Garmisch-Partenkirchen 1936 por un total de 55 deportistas, 46 hombres y 9 mujeres, que compitieron en 8 deportes.
El portador de la bandera en la ceremonia de apertura fue el esquiador Rolf Monsen.

## Medallistas
El equipo olímpico estadounidense obtuvo las siguientes medallas:
| Atleta                           | Deporte               | Competición |
| -------------------------------- | --------------------- | ----------- |
| Oro                              |                       |             |
| Ivan Brown Alan Washbond         | Bobsleigh             | Doble M     |
| Plata                            |                       |             |
| —                                |                       |             |
| Bronce                           |                       |             |
| Gilbert Colgate Richard Lawrence | Bobsleigh             | Doble M     |
| Equipo                           | Hockey sobre hielo    | Torneo M    |
| Leo Freisinger                   | Patinaje de velocidad | 500 m M     |